# Myristica rubrinervis
Espèce
Myristica rubrinervis est une espèce de plantes de la famille des Myristicaceae.

## Liste des variétés
Selon Catalogue of Life (11 avril 2019) :
- variété Myristica rubrinervis var. duplex

## Publication originale
- Blumea 42(1): 180. 1997[1997].